# Поварова Олександра Іванівна
Олександра Іванівна Поварова (1924 — 1998) — передовик радянського сільського господарства, доярка Панцирівського држплемптахозавода, Інзенського району Ульяновської області, Герой Соціалістичної Праці (1971).

## Біографія
Народилася в 1924 році в селі Іллінський Колдаїс Ульяновської області, в російській селянській родині. 
Завершивши навчання в початковій школі, з 14 років почала працювати в колгоспі "Шлях до комунізму". З початком війни пішла добровольцем на фронт. Службу проходила водієм, забезпечувала підвезення снарядів до передової. 
Повернувшись з фронту, працевлаштувалася дояркою на тваринницькій фермі в Андріянівці. Домагалася високих виробничих показників. Зуміла досягти надою понад 6000 кілограмів молока від кожної закріпленої корови за рік. Була призначена бригадиром молочно-товарної ферми. 
Указом Президії Верховної Ради СРСР від 8 квітня 1971 року за особливі заслуги та високі виробничі досягнення в сільському господарстві, а також за рекордні показники за надоєм молока Олександрі Іванівні Поваровій присвоєно звання Героя Соціалістичної Праці з врученням ордена Леніна і медалі «Серп і Молот».
У 1979 році вийшла на заслужений відпочинок. 
Померла у 1998 році. Похована в селі Панцирівка Інзенського району. 

## Нагороди
- золота зірка «Серп і Молот» (08.04.1971)
- орден Леніна (08.04.1971)
- Орден Вітчизняної війни 2 ступеня (11.03.1985)
- Орден Трудового Червоного Прапора (22.03.1966)
- інші медалі.